# Індосант
Індосант (нім. indossant) — особа, яка робить передатний напис на звороті чеків, векселів та інших цінних паперів і несе солідарну відповідальність за цими цінними паперами.